# Forstern
Forstern település Németországban, azon belül Bajorországban. Lakosainak száma 3735 fő (2023. december 31.). Forstern Hohenlinden és Isen községekkel határos.

## Népesség
A település népessége az elmúlt években az alábbi módon változott:
| Lakosok száma | 729  | 1190 | 1591 | 3213 | 3415 | 3491 | 3662 | 3717 | 3656 | 3735 |
|               | 1875 | 1950 | 1970 | 2011 | 2013 | 2014 | 2016 | 2019 | 2021 | 2023 |